# Rōnin-gai (film, 1990)
Pour les articles homonymes, voir Rônin-gai.
Pour plus de détails, voir Fiche technique et Distribution.
Rōnin-gai (浪人街) est un film japonais réalisé par Kazuo Kuroki, sorti en 1990.

## Synopsis
À quelques enjambées d'Edo, dans une petite bourgade, une taverne tenue par un certain Tahei sert de repère aux prostituées, rōnin, marchands et à quelques paumés... Goemon, le sympathique protecteur de ces dames vit une vie paisible, entre alcool et petits duels. À ses côtés, Oshin, autoproclamée et reconnue comme étant la plus belle et la plus expérimentée des prostituées. Gonbei, un rōnin solitaire secrètement amoureux d'Oshin. Magozoemon, ex-samurai du Shogun, tente une reconversion dans la vente d'oiseaux avec sa jeune sœur Obun. Gennai, un rōnin fêtard et impétueux fait irruption dans leur vie... Une prostituée est retrouvée sauvagement assassinée... suit alors une vague de meurtres visant essentiellement ces femmes des rues. Tahei, témoin de l'un des crimes, est supprimé à son tour...

## Fiche technique
- Titre : Rōnin-gai
- Titre original : 浪人街 (Rōnin-gai?)
- Réalisation : Kazuo Kuroki
- Scénario : Kazuo Kasahara, d'après un roman d'Itarō Yamagami
- Production : Hisao Nabeshima
- Société de production : Shōchiku
- Musique : Teizō Matsumura
- Photographie : Hitoshi Takaiwa
- Montage : Toshio Taniguchi
- Pays d'origine : Japon
- Format : Couleurs - 1,78:1 - Dolby Digital - 35 mm
- Genre : Action, drame
- Durée : 117 minutes
- Date de sortie : Japon : 18 août 1990

## Distribution
- Yoshio Harada : Gennai Aramaki
- Kanako Higuchi : Oshin
- Shintarô Katsu : Goemon
- Moeko Ezawa : Otoku
- Hiroko Isayama : Oyo
- Renji Ishibashi : Gonbei
- Michitaro Mizushima : Tahei
- Hiroyuki Nagato : Heihachiro
- Tatsu Nakamura : Onaka
- Akira Nakao : Uemon
- Kei Satō : Iseya
- Kaoru Sugita : Obun
- Kunie Tanaka : Mangozaemon Doi
- Eisei Amamoto : Un joueur de biwa

## Récompenses
- Prix du meilleur second rôle masculin (Renji Ishibashi) et meilleur second rôle féminin (Kanako Higuchi), lors des Hochi Film Awards 1990.
- Prix du meilleur second rôle masculin (Renji Ishibashi) et nomination au prix du meilleur acteur (Yoshio Harada), lors des Awards of the Japanese Academy 1991.
- Prix du meilleur acteur (Yoshio Harada), lors des Blue Ribbon Awards 1991.
- Prix du meilleur second rôle masculin (Renji Ishibashi), lors des Kinema Junpo Awards 1991.
- Prix de la meilleure direction artistique (Akira Naito) et meilleur second rôle masculin (Renji Ishibashi), lors du Mainichi Film Concours 1991.

## Autour du film
- Décédé d'un cancer en 1997, il s'agit du dernier film dans lequel joua Shintarô Katsu, acteur rendu célèbre par son rôle de sabreur aveugle dans la série des Zatôichi.
- Rônin-gai est le remake d'un film homonyme réalisé en 1928 par Masahiro Makino. Cinéaste qui réalisera d'ailleurs une seconde version en 1957.
- Le désormais célèbre réalisateur Takashi Miike était à l'époque assistant réalisateur sur le film.